# Albrechtshaus

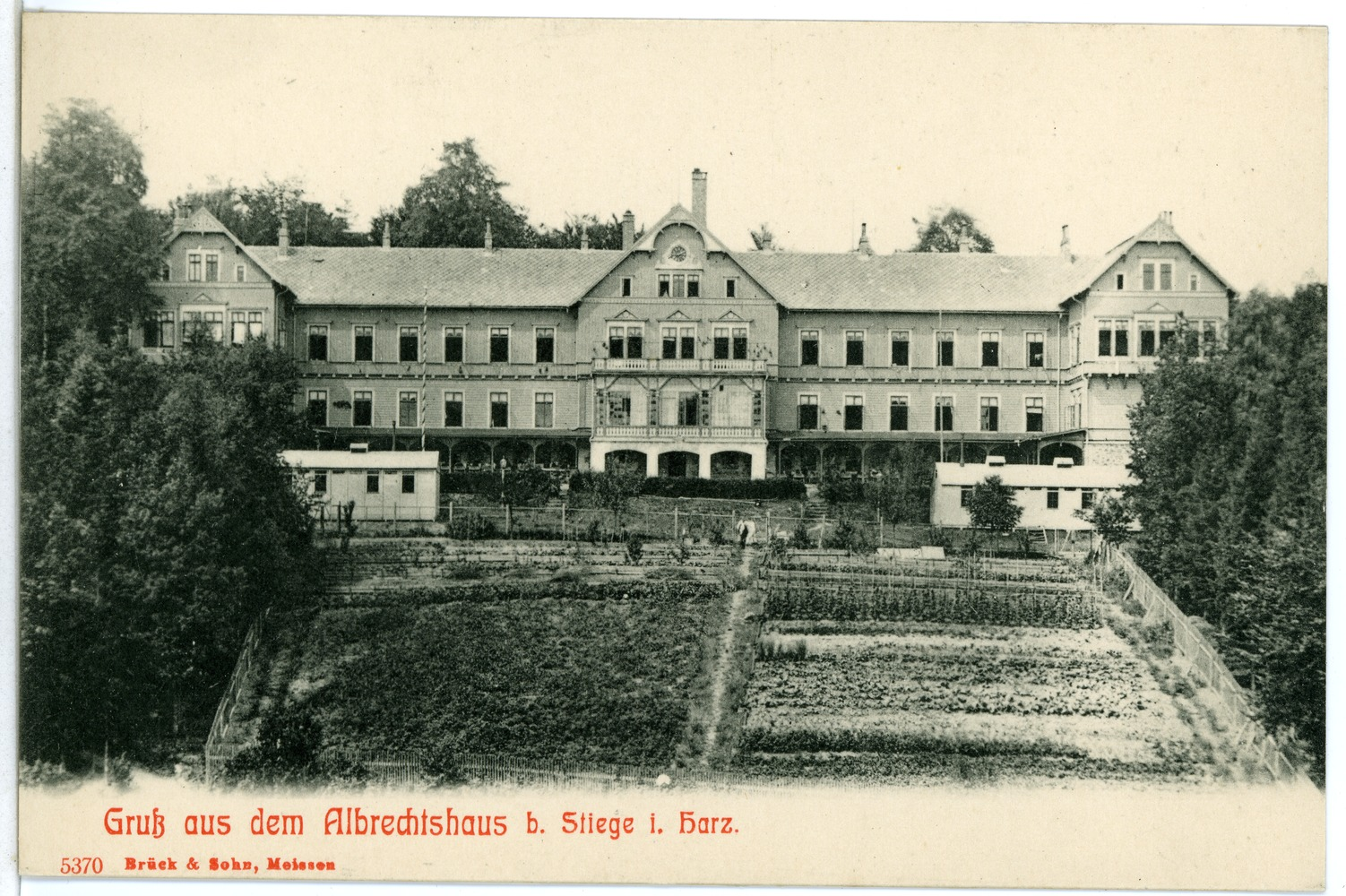
Albrechtshaus (1904)

Das Albrechtshaus ist eine ehemalige Lungenheilstätte im Selketal unterhalb von Stiege (Harz), die ab 1894 durch die Landesversicherungsanstalt Braunschweig geplant und errichtet worden war.

## Geschichte
Am 19. Juni 1897 wurde das Albrechtshaus als Lungenheilstätte für zunächst 40 männliche Patienten seiner Bestimmung übergeben. Zu seiner Bauzeit gehörte Stiege zum Herzogtum Braunschweig; dessen damaliger Prinzregent Albrecht von Preußen gab dem Heim seinen Namen. Am 17. Juni 1898 wurde nur wenige Meter in Richtung Straße das „Marienheim“ für 24 weibliche Patienten eingeweiht. Es wurde nach der Gemahlin des Prinzregenten Marie von Sachsen-Altenburg  benannt. Im Albrechtshaus wurde die Behandlung der Lungentuberkulose durch eine mehrwöchige Heilstättenkur mit Liegekuren vorgenommen. 1905 wurde auf dem Gelände der Heilstätte eine im nordischen Stil ausgeführte Holzkirche geweiht.
In mehreren Ausbaustufen wurde die Aufnahmekapazität in den folgenden Jahrzehnten stark erweitert. 1930 konnten 100 männliche und 80 weibliche Lungenkranke Aufnahme finden. In den 1930er Jahren entstand zudem ein pavillonartiges Gebäude zur Aufnahme von lungenkranken Kindern. Auch in der DDR diente das Albrechtshaus zunächst der Bekämpfung der Tuberkulose. Aus der einstigen Heilstätte wurde ein Fachkrankenhaus. Zum 1. Oktober 1987 wurde aus dem Fachkrankenhaus für Lungenkrankheiten bedingt durch den allgemeinen Rückgang der Lungentuberkulose ein Sanatorium für Herz-Kreislauf-Patienten. Im Juli 1991 wurde die Klinik in eine Reha-Klinik umgewandelt, die zum 31. Dezember 1993 geschlossen wurde. Seither steht die Klinik leer.
Zwischenzeitlich wurde das Projekt verfolgt, aus dem architektonisch ansprechenden Hauptgebäude ein Kempinski-Luxus- und Wellness-Hotel entstehen zu lassen. Die Pläne dazu waren weit fortgeschritten und man hatte mit dem Abbruch der Nebengebäude begonnen. Seit 2009 wurde das Projekt nicht fortgeführt.

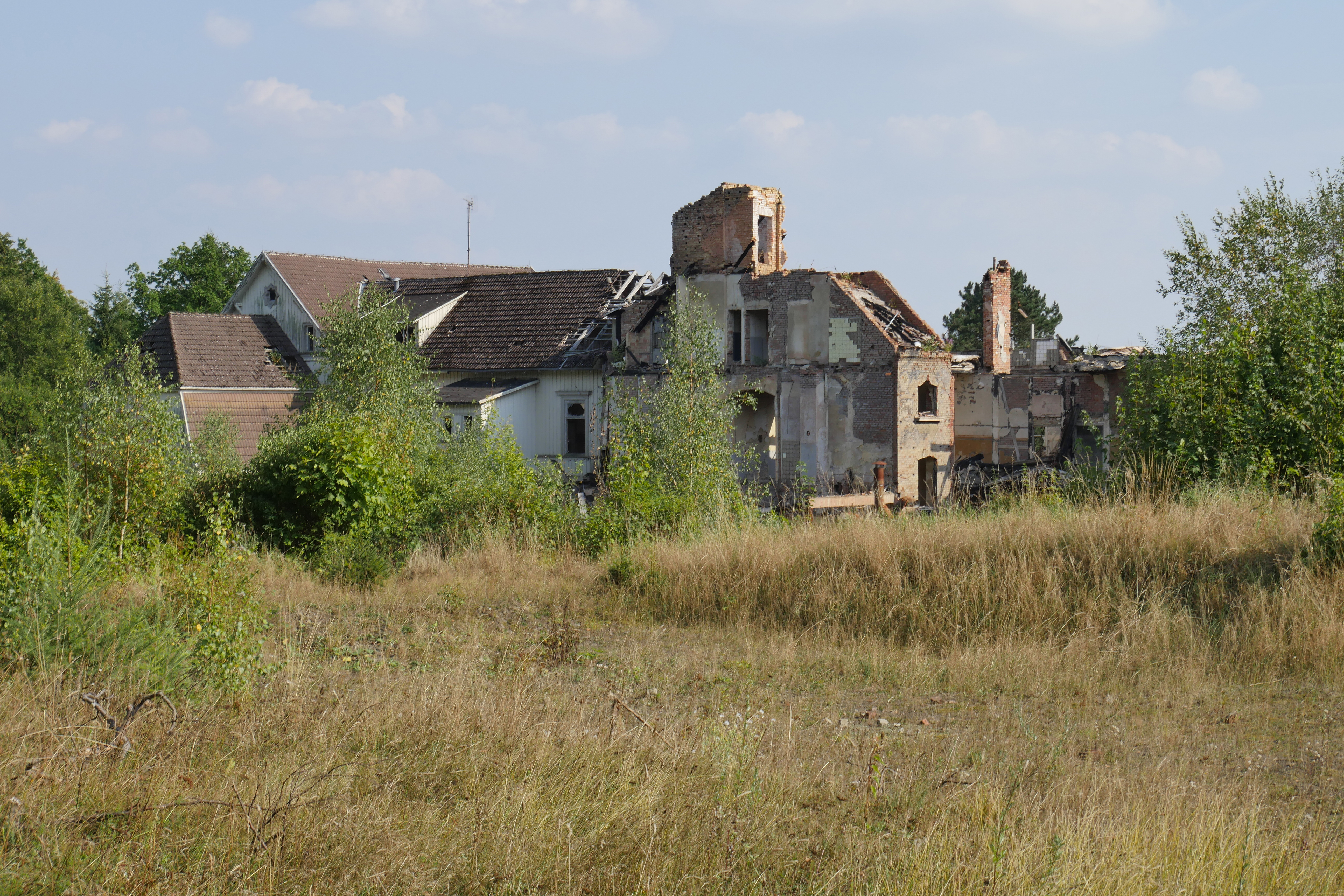
Seit dem Brand 2013 schreitet der Verfall des Albrechtshauses voran.

In der Nacht zum 22. August 2013 brannte die komplette Lungenheilstätte ab. Der Grund war Brandstiftung. Das Gebäude ist seitdem eine vom Abriss bedrohte Brandruine.
Im Jahr 2025 wurde der Bau von Ferienhäusern auf dem Gelände vorbereitet, von denen 120 entstehen sollen.

## Trivia
Für die Zwergfledermaus ist das nahegelegene NSG Albrechtshaus das höchstgelegene Jagdrevier in Sachsen-Anhalt. Die Tiere haben in den Gebäuden von Albrechtshaus ihre Wochenstube.
Das Albrechtshaus hat einen unweit der Heilstätte gelegenen Haltepunkt an der Selketalbahn, auf der täglich Dampfzüge verkehren. Früher besaß das Albrechtshaus an der Selketalbahn auch einen eigenen Gleisanschluss für Güterverkehr.
Die 1905 erbaute historische Stabkirche Stiege auf dem Gelände wurde 2020 abgebaut, nach Stiege verlegt und bis zum Herbst 2021 wieder aufgebaut.